# Les Enfoirés chantent Starmania
Albums de Les Enfoirés
La Soirée des Enfoirés à l'Opéra
(1992) Les Enfoirés au Grand Rex
(1994)
Les Enfoirés chantent Starmania est le troisième spectacle des Enfoirés donné le 26 février 1993 à la Grande halle de la Villette, à Paris, retransmis le 6 mars 1993 sur TF1, réalisé par Renaud le Van Kim et sorti sur cassette audio, CD et cassette vidéo, le 12 octobre 1993. Cet album est composé uniquement de reprises de chansons issues du spectacle musical Starmania (et, pour une chanson, de sa version anglophone, Tycoon), écrites et composées par Luc Plamondon et Michel Berger.

## Tour de chant
Les titres avec un astérisque ne sont pas repris sur l'album.
| n° | Titre                                 | Interprète(s)                                        | Paroles                         | Musique              | Interprète(s) original(aux)                                                                                     |
| -- | ------------------------------------- | ---------------------------------------------------- | ------------------------------- | -------------------- | --- |
| 1  | Ouverture                             |                                                      |                                 | Michel Berger        | |
| 2  | Les Uns contre les autres             | Alain Lanty, Jean-Jacques Goldman et Vanessa Paradis | Luc Plamondon                   | Michel Berger        | Fabienne Thibeault et Claude Dubois                                                                             |
| 3  | Travesti                              | Yannick Noah                                         | Luc Plamondon                   | Michel Berger        | Nanette Workman                                                                                                 |
| 4  | Le Blues du businessman*              | Patrick Bruel                                        | Luc Plamondon                   | Michel Berger        | Claude Dubois                                                                                                   |
| 5  | Quand on n'a plus rien à perdre       | Valérie Lemercier et Tonton David                    | Luc Plamondon                   | Michel Berger        | Daniel Balavoine et France Gall                                                                                 |
| 6  | Un Garçon pas comme les autres        | France Gall                                          | Luc Plamondon                   | Michel Berger        | Fabienne Thibeault                                                                                              |
| 7  | La Complainte de la serveuse automate | Muriel Robin                                         | Luc Plamondon                   | Michel Berger        | Fabienne Thibeault                                                                                              |
| 8  | La chanson de Ziggy                   | Renaud Hantson et Michael Jones                      | Luc Plamondon                   | Michel Berger        | Éric Estève |
| 9  | Only the very best                    | Peter Kingsbery                                      | Luc Plamondon (adapt. Tim Rice) | Michel Berger        | Peter Kingsbery                                                                                                 |
| 10 | Besoin d'amour                        | Les Nuls                                             | Luc Plamondon                   | Michel Berger        | France Gall |
| 11 | Petite musique terrienne              | Liane Foly                                           | Luc Plamondon                   | Michel Berger        | Daniel Balavoine                                                                                                |
| 12 | Monopolis                             | Patrick Bruel et Jean-Jacques Goldman                | Luc Plamondon                   | Michel Berger        | France Gall |
| 13 | Banlieue nord                         | Florent Pagny et Smaïn                               | Luc Plamondon                   | Michel Berger        | Daniel Balavoine                                                                                                |
| 14 | Coup de foudre                        | Jacques Dutronc et Patricia Kaas                     | Luc Plamondon                   | Michel Berger        | Daniel Balavoine et France Gall                                                                                 |
| 15 | Les Adieux d'un sex symbol*           | Diane Dufresne                                       | Luc Plamondon                   | Michel Berger        | Diane Dufresne                                                                                                  |
| 16 | Quand on arrive en ville              | Josiane Balasko et Pierre Palmade                    | Luc Plamondon                   | Michel Berger        | Daniel Balavoine et Nanette Workman                                                                             |
| 17 | Le Monde est stone                    | Les Enfoirés                                         | Luc Plamondon                   | Michel Berger        | Fabienne Thibeault                                                                                              |
| 18 | Les Restos du cœur                    | Public                                               | Jean-Jacques Goldman            | Jean-Jacques Goldman | Nathalie Baye, Coluche, Catherine Deneuve, Michel Drucker, Jean-Jacques Goldman, Yves Montand et Michel Platini |

## Single
- Le Monde est stone / Un Garçon pas comme les autres (CD 2 titres)

## Artistes présents
Cette année, il y avait 28 artistes participants :
- Josiane Balasko (première participation)
- Michel Blanc (première participation) (absent de l'enregistrement)
- Patrick Bruel (première participation)
- Diane Dufresne (première participation)
- Jacques Dutronc (première participation)
- Liane Foly (première participation)
- France Gall (première participation)
- Jean-Jacques Goldman
- Renaud Hantson (première participation)
- Michael Jones
- Patricia Kaas
- Élie Kakou (première participation)
- Peter Kingsbery (première participation)
- Martin Lamotte (première participation)
- Alain Lanty (première participation)
- Valérie Lemercier (première participation)
- Claire Nadeau (première participation) (absente de l'enregistrement)
- Yannick Noah (première participation)
- Les Nuls (Alain Chabat, Dominique Farrugia, Chantal Lauby) (première participation)
- Florent Pagny (première participation)
- Pierre Palmade (première participation)
- Vanessa Paradis (première participation)
- Luc Plamondon (première participation)
- Muriel Robin
- Smaïn
- Tonton David (première participation)

## Musiciens
- Direction d'Orchestre et Arrangements : Michel Bernholc
- Basse : Guy Delacroix
- Guitares : Michel Musetti
- Guitares additionnelles : Jean-Jacques Goldman et Michael Jones
- Claviers : Gilles Gambus et Serge Planchon
- Batterie : Hervé Koster
- Saxophone : Didier Marty
- Chœurs : Debbie Davis, Francine Chantereau et Olivier Constantin
- Violons : Georges Balbon, Michel Deschamp, Ginette Gaunet, Jean Gaunet, Dinu Marinescu, Bernard Mathern, Roland Stepczak, Marie-Paulle Vieille
- Alto : Remi Brey, Christian Dufour, Agnès Toussaint-Audin
- Violoncelle : Laurence Allalah, Éric Courrèges, Jean-Claude Dubois, Frédéric Lagarde, Jean-Claude Ribera

Sur "Un Garçon pas comme les autres", France Gall était accompagnée par :
- Basse : Jannick Top
- Guitare : Denys Lable
- Claviers : Serge Perathoner

## Audience
La retransmission télévisée du spectacle a été suivie par 8 026 200 téléspectateurs, soit 37,7 % de part de marché.

## Classements hebdomadaires
| Classement (1993) | Meilleure place |
| ----------------- | --------------- |
| France (SNEP)     | 3               |

## Certifications
| Pays          | Certification | Unités certifiées |
| ------------- | ------------- | ----------------- |
| France (SNEP) | Platine       | 300 000           |